# Dover (Anglie)
Dover (anglicky Dover, francouzsky Douvres) je přístavní město v anglickém hrabství Kent. Je to město nejbližší Francii, od Calais je vzdáleno pouze 34 km. Přístav zajišťuje dopravu trajekty přes kanál La Manche. Tato trasa je také nejvíce používanou mořskou trasou do Velké Británie. Nad městem stojí stejnojmenný hrad.

## Osobnosti města
- Miriam Margoylesová (* 1941), herečka
- Topper Headon (* 1955), bubeník
- Joss Stone (* 1987), zpěvačka soulu, R&B a blues, držitelka ceny Brit Award a Grammy a herečka

## Partnerská města
- Calais, Francie
- Huber Heights, Ohio, USA
- Split, Chorvatsko

## Galerie

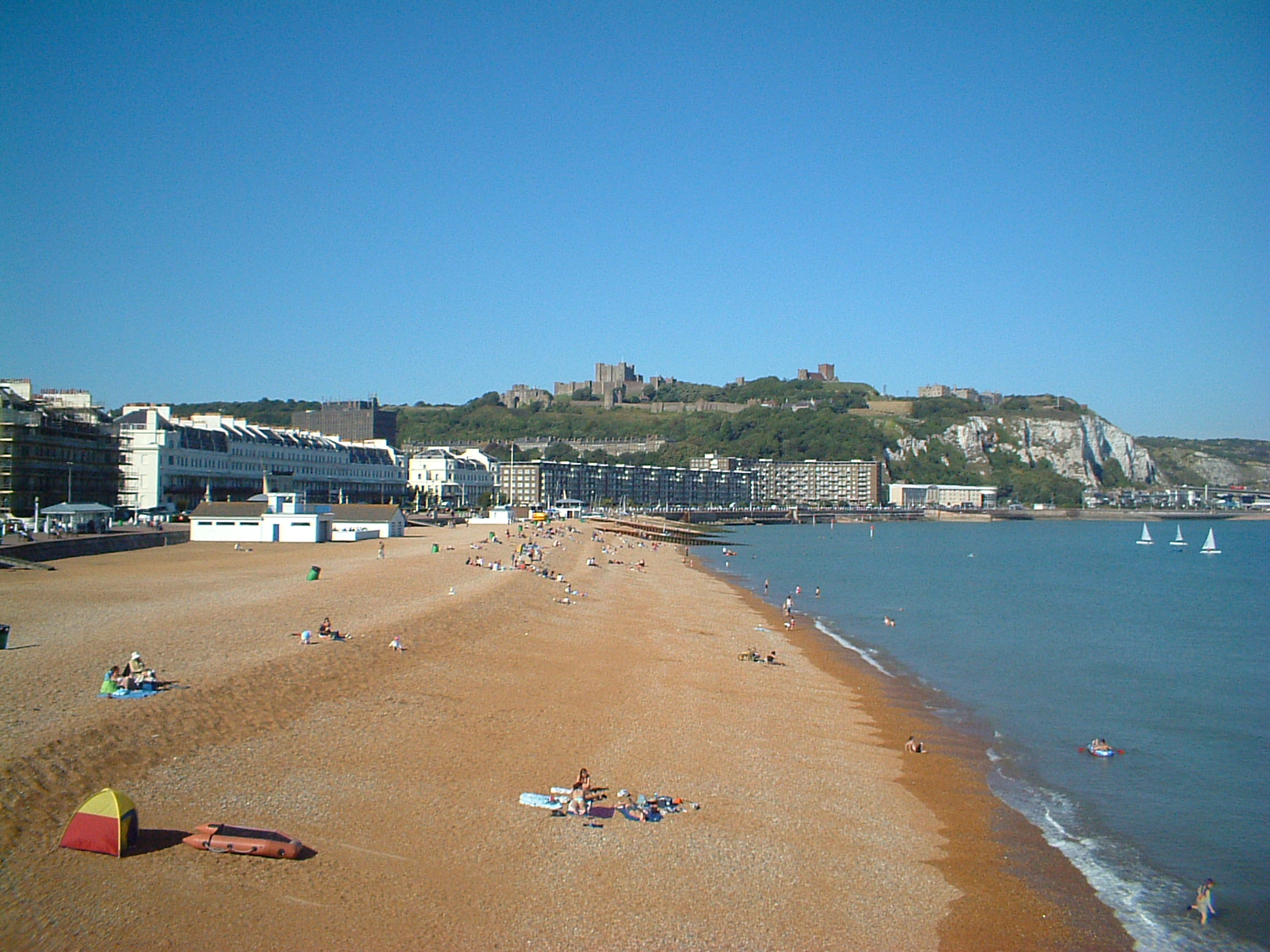
Dover
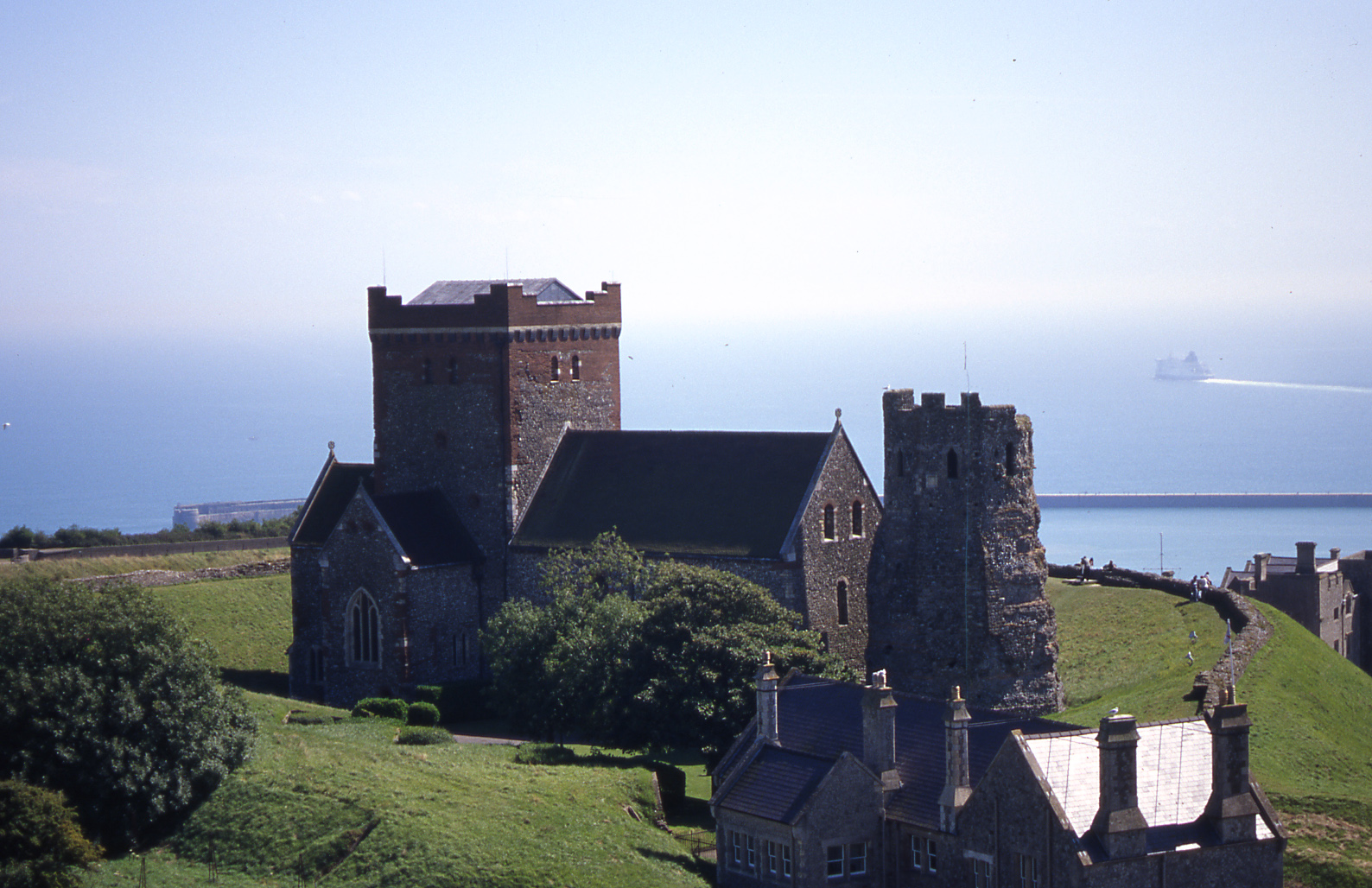
St Mary in Castro
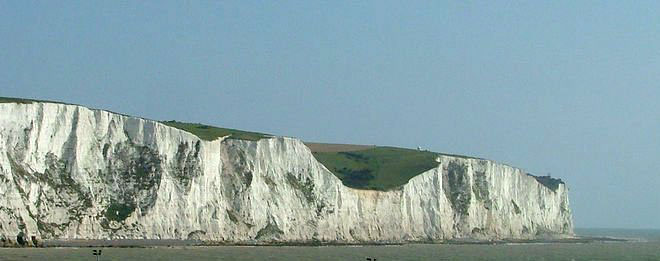
Doverské útesy
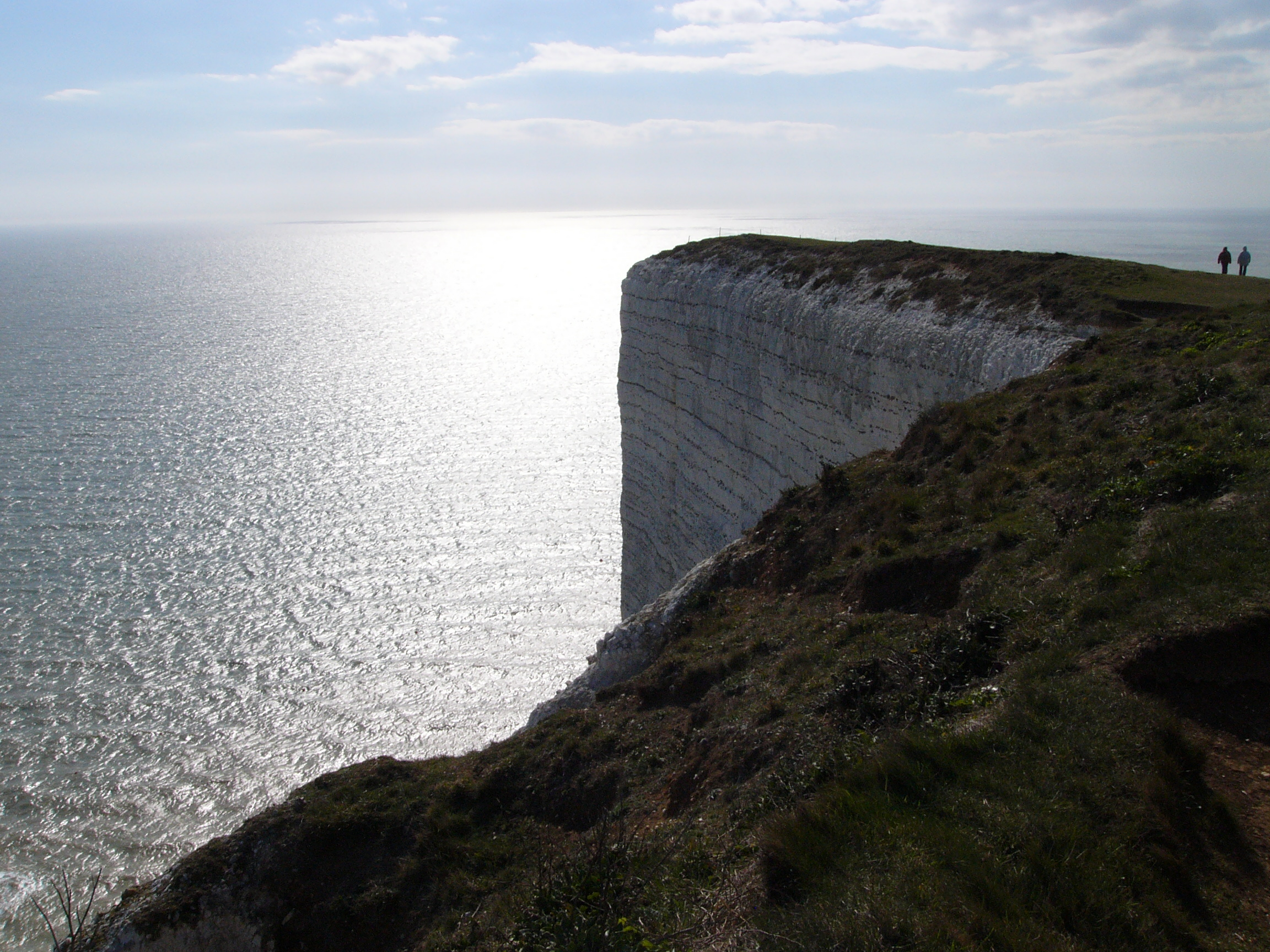
Doverské útesy
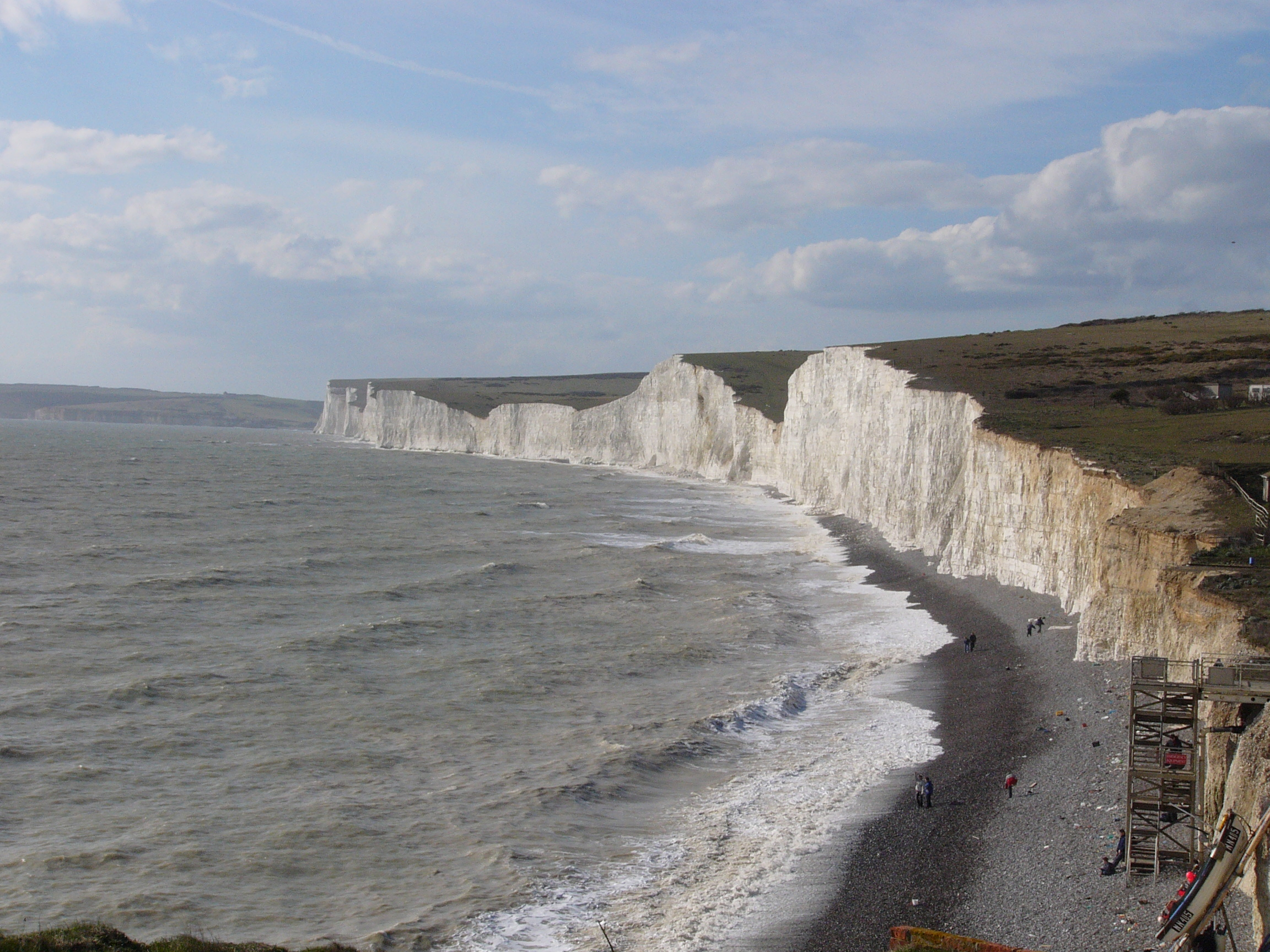
Doverské útesy
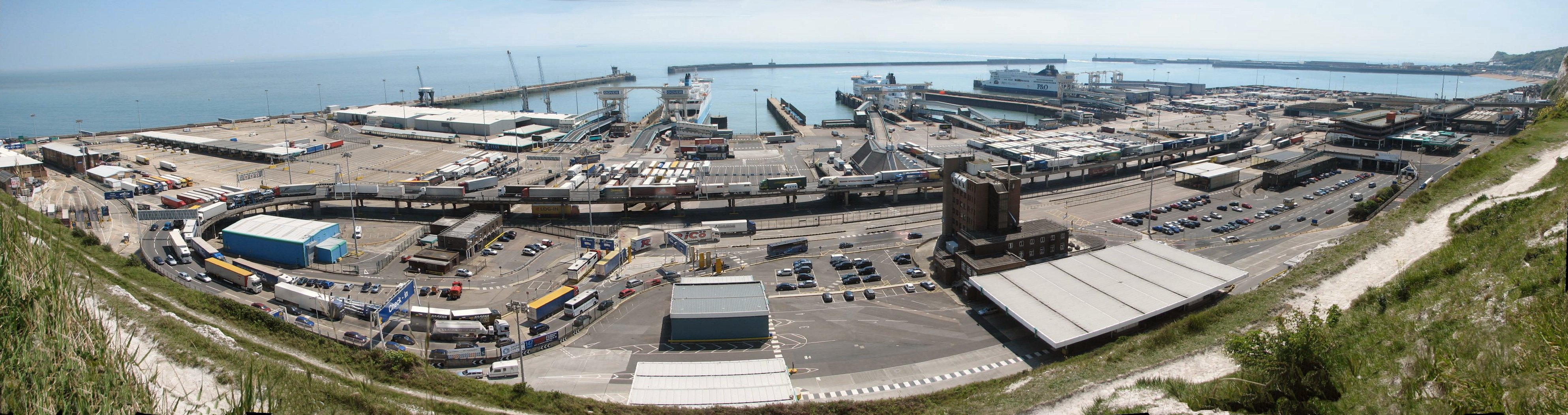
Panorama